# Campeonato Mundial de Natação em Piscina Curta de 2014 - 50 m costas feminino
A prova dos 50 metros nado costas feminino do Campeonato Mundial de Natação em Piscina Curta de 2014 foi disputado entre 6 e 7 de dezembro no Centro Aquático Aspire Sports Complex em Doha.

## Recordes
Antes desta competição, os recordes mundiais e do campeonato nesta prova eram os seguintes:
|    | Name            | Nation  | Time  | Location | Date                   |
| -- | --------------- | ------- | ----- | -------- | ---------------------- |
| WR | Sanja Jovanović | Croácia | 25.70 | Istanbul | 12 de dezembro de 2009 |
| CR | Zhao Jing       | China   | 25.95 | Istanbul | 16 de dezembro de 2012 |

Os seguintes recordes foram estabelecidos durante a competição: 
| Data          | Prova      | Nome            | Nacionalidade | Tempo | Recorde |
| ------------- | ---------- | --------------- | ------------- | ----- | ------- |
| 6 de dezembro | Semifinals | Emily Seebohm   | Austrália     | 25.87 | CR      |
| 6 de dezembro | Final      | Etiene Medeiros | Brasil        | 25.67 | WR, CR  |

## Medalhistas
| Ouro                  | Prata               | Bronze               |
| Etiene Medeiros (BRA) | Emily Seebohm (AUS) | Katinka Hosszú (HUN) |

## Resultados

### Eliminatórias
As eliminatórias ocorreram dia 6 de dezembro.  
| Colocação | Bateria | Raia | Nome                    | Nacionalidade                   | Tempo | Notas |
| --------- | ------- | ---- | ----------------------- | ------------------------------- | ----- | ----- |
| 1         | 7       | 4    | Emily Seebohm           | Austrália                       | 26.07 | Q     |
| 2         | 8       | 4    | Katinka Hosszú          | Hungria                         | 26.45 | Q     |
| 3         | 7       | 5    | Aleksandra Urbanczyk    | Polónia                         | 26.54 | Q     |
| 3         | 8       | 3    | Felicia Lee             | Estados Unidos                  | 26.54 | Q     |
| 5         | 7       | 6    | Daryna Zevina           | Ucrânia                         | 26.62 | Q     |
| 6         | 6       | 6    | Simona Baumrtová        | Chéquia                         | 26.63 | Q     |
| 7         | 7       | 3    | Georgia Davies          | Reino Unido                     | 26.67 | Q     |
| 8         | 7       | 7    | Shiho Sakai             | Japão                           | 26.74 | Q     |
| 9         | 6       | 4    | Etiene Medeiros         | Brasil                          | 27.06 | Q     |
| 10        | 8       | 5    | Mie Nielsen             | Dinamarca                       | 27.09 | Q     |
| 11        | 8       | 6    | Madi Wilson             | Austrália                       | 27.13 | Q     |
| 12        | 4       | 5    | Amy Bilquist            | Estados Unidos                  | 27.17 | Q     |
| 13        | 8       | 1    | Stephanie Au            | Hong Kong                       | 27.22 | Q     |
| 14        | 6       | 8    | Yekaterina Rudenko      | Cazaquistão                     | 27.26 | Q     |
| 15        | 6       | 0    | Arianna Barbieri        | Itália                          | 27.28 | Q     |
| 16        | 6       | 3    | Michelle Coleman        | Suécia                          | 27.30 | Q     |
| 17        | 7       | 1    | Mathilde Cini           | França                          | 27.31 |       |
| 18        | 8       | 9    | Carolina Colorado Henao | Colômbia                        | 27.35 |       |
| 19        | 6       | 7    | Daria Ustinova          | Rússia                          | 27.41 |       |
| 19        | 8       | 7    | Sanja Jovanović         | Croácia                         | 27.41 |       |
| 21        | 6       | 5    | Qiu Yuhan               | China                           | 27.45 |       |
| 22        | 6       | 2    | Wang Xueer              | China                           | 27.50 |       |
| 23        | 5       | 5    | Isabella Arcila         | Colômbia                        | 27.62 |       |
| 24        | 5       | 7    | Ekaterina Avramova      | Turquia                         | 27.64 |       |
| 25        | 7       | 9    | Mimosa Jallow           | Finlândia                       | 27.66 |       |
| 26        | 6       | 9    | Hilary Caldwell         | Canadá                          | 27.80 |       |
| 27        | 8       | 8    | Eygló Ósk Gústafsdóttir | Islândia                        | 27.82 |       |
| 28        | 7       | 2    | Sayaka Akase            | Japão                           | 27.84 |       |
| 29        | 5       | 4    | Ida Lindborg            | Suécia                          | 27.88 |       |
| 30        | 6       | 1    | Anni Alitalo            | Finlândia                       | 27.93 |       |
| 31        | 8       | 0    | Duane Da Rocha          | Espanha                         | 28.03 |       |
| 32        | 5       | 8    | Erin Gallagher          | África do Sul                   | 28.04 |       |
| 33        | 5       | 6    | Genevieve Cantin        | Canadá                          | 28.12 |       |
| 34        | 5       | 2    | Tereza Grusová          | Chéquia                         | 28.36 |       |
| 35        | 5       | 3    | Karolina Hájková        | Eslováquia                      | 28.57 |       |
| 36        | 7       | 0    | Anastasiia Osipenko     | Rússia                          | 28.64 |       |
| 37        | 5       | 9    | Zanre Oberholzer        | Namíbia                         | 28.80 |       |
| 38        | 5       | 1    | Sezin Eligül            | Turquia                         | 28.85 |       |
| 39        | 4       | 6    | Anna Schegoleva         | Chipre                          | 28.86 |       |
| 40        | 4       | 1    | Araya Wongvat           | Tailândia                       | 29.35 |       |
| 41        | 4       | 9    | Ajna Késely             | Hungria                         | 29.42 |       |
| 42        | 5       | 0    | Parita Damrongrat       | Tailândia                       | 29.55 |       |
| 43        | 4       | 4    | Joyce Tafatatha         | Malawi                          | 29.82 |       |
| 43        | 4       | 2    | Lauren Hew              | Ilhas Caimã                     | 29.82 |       |
| 45        | 7       | 8    | Alexus Laird            | Seicheles                       | 30.31 |       |
| 46        | 3       | 6    | Evelina Afoa            | Samoa                           | 30.39 |       |
| 47        | 4       | 3    | Lara Butler             | Ilhas Caimã                     | 30.46 |       |
| 48        | 4       | 7    | Roxanne Yu              | Filipinas                       | 30.80 |       |
| 49        | 3       | 2    | Chiara Gualtieri        | San Marino                      | 30.82 |       |
| 50        | 3       | 3    | Talisa Lanoe            | Quênia                          | 30.98 |       |
| 50        | 3       | 1    | Anna-Liza Mopio-Jane    | Papua-Nova Guiné                | 30.98 |       |
| 52        | 3       | 4    | Deandre Small           | Barbados                        | 31.44 |       |
| 53        | 3       | 5    | Ariana Herranz          | Filipinas                       | 31.45 |       |
| 54        | 3       | 7    | Shanice Paraka          | Papua-Nova Guiné                | 31.58 |       |
| 55        | 4       | 8    | Maeform Borriello       | Honduras                        | 31.80 |       |
| 56        | 3       | 0    | Jamaris Washshah        | Ilhas Virgens Americanas        | 31.86 |       |
| 57        | 3       | 8    | Yuliya Stisyuk          | Azerbaijão                      | 32.10 |       |
| 58        | 3       | 9    | Irene Prescott          | Tonga                           | 33.20 |       |
| 59        | 2       | 5    | Areeba Shaikh           | Paquistão                       | 33.55 |       |
| 60        | 2       | 4    | Ann-Marie Hepler        | Ilhas Marshall                  | 33.72 |       |
| 61        | 2       | 7    | Meryem Bada             | Marrocos                        | 34.01 |       |
| 62        | 2       | 2    | Sonia Tumiotto          | Tanzânia                        | 34.11 |       |
| 63        | 4       | 0    | Catherine Mason         | Tanzânia                        | 34.90 |       |
| 64        | 2       | 3    | Diana Basho             | Albânia                         | 35.40 |       |
| 65        | 2       | 8    | Seabe Ebineng           | Botswana                        | 35.67 |       |
| 66        | 2       | 1    | Roylin Akiwo            | Palau                           | 36.03 |       |
| 67        | 1       | 3    | Mayra-Linda Paul        | Estados Federados da Micronésia | 36.54 |       |
| 68        | 2       | 0    | Hem Thon Vitiny         | Camboja                         | 36.72 |       |
| 69        | 1       | 5    | Angela Kendrick         | Ilhas Marshall                  | 37.75 |       |
| —         | 8       | 2    | Katarína Listopadová    | Eslováquia                      |       | DNS   |
| —         | 1       | 4    | Salie Alatrash          | Palestina                       |       | DSQ   |

### Semifinal
A semifinal  ocorreu dia 6 de dezembro. 

#### Semifinal 1
| Colocação | Raia | Nome               | Nacionalidade  | Tempo | Notas |
| --------- | ---- | ------------------ | -------------- | ----- | ----- |
| 1         | 5    | Felicia Lee        | Estados Unidos | 26.22 | Q     |
| 2         | 4    | Katinka Hosszú     | Hungria        | 26.38 | Q     |
| 3         | 3    | Simona Baumrtová   | Chéquia        | 26.44 | Q     |
| 4         | 6    | Shiho Sakai        | Japão          | 26.71 |       |
| 5         | 7    | Amy Bilquist       | Estados Unidos | 26.78 |       |
| 6         | 2    | Mie Nielsen        | Dinamarca      | 26.85 |       |
| 7         | 1    | Yekaterina Rudenko | Cazaquistão    | 27.34 |       |
| 8         | 8    | Michelle Coleman   | Suécia         | 27.65 |       |

#### Semifinal 2
| Colocação | Raia | Nome                 | Nacionalidade | Tempo | Notas |
| --------- | ---- | -------------------- | ------------- | ----- | ----- |
| 1         | 4    | Emily Seebohm        | Austrália     | 25.87 | Q, CR |
| 2         | 2    | Etiene Medeiros      | Brasil        | 25.99 | Q, AM |
| 3         | 3    | Daryna Zevina        | Ucrânia       | 26.20 | Q     |
| 4         | 6    | Georgia Davies       | Reino Unido   | 26.22 | Q     |
| 5         | 5    | Aleksandra Urbanczyk | Polónia       | 26.36 | Q     |
| 6         | 7    | Madi Wilson          | Austrália     | 26.65 |       |
| 7         | 8    | Arianna Barbieri     | Itália        | 27.01 |       |
| 8         | 1    | Stephanie Au         | Hong Kong     | 27.04 |       |

### Final
A final teve sua disputa realizada em 7 de dezembro. 
| Colocação         | Raia | Nome                 | Nacionalidade  | Tempo | Notas |
| ----------------- | ---- | -------------------- | -------------- | ----- | ----- |
| Medalha de ouro   | 5    | Etiene Medeiros      | Brasil         | 25.67 | WR    |
| Medalha de prata  | 4    | Emily Seebohm        | Austrália      | 25.83 | OC    |
| Medalha de bronze | 1    | Katinka Hosszú       | Hungria        | 25.96 |       |
| 4                 | 3    | Daryna Zevina        | Ucrânia        | 25.99 |       |
| 5                 | 6    | Felicia Lee          | Estados Unidos | 26.16 |       |
| 6                 | 7    | Aleksandra Urbanczyk | Polónia        | 26.37 |       |
| 7                 | 2    | Georgia Davies       | Grã-Bretanha   | 26.38 |       |
| 7                 | 8    | Simona Baumrtová     | Chéquia        | 26.38 |       |

Legenda
| Recorde mundial       | Recorde mundial (World record)               |                       | Recorde africano                      | Recorde africano (African) |                                           | Q | Classificado por posição (Qualified) |
| Recorde do campeonato | Recorde do campeonato (Championship record)  | Recorde da América    | Recorde da América (Americas)         | q                          | Classificado por melhor tempo (Qualified) |   |                                      |
| Melhor marca do ano   | Melhor marca do ano (World leading)          | Recorde asiático      | Recorde asiático (Asian)              | DNS                        | Não largou (Did not start)                |   |                                      |
| Recorde nacional      | Recorde nacional (National record)           | Recorde europeu       | Recorde europeu (European)            | DNF                        | Não terminou (Did not finish)             |   |                                      |
| Recorde pessoal       | Recorde pessoal do atleta (Personal best)    | Recorde da Oceania    | Recorde da Oceania (Oceania)          | DSQ / DQ                   | Desclassificado (Disqualified)            |   |                                      |
| Recorde da temporada  | Recorde da temporada do atleta (Season best) | Recorde sul-americano | Recorde sul-americano (South America) | NM                         | Sem marca (No mark)                       |   |                                      |